# ARDMS

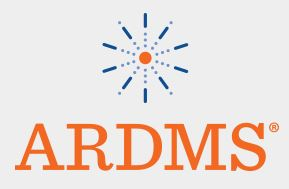
[http://www.ARDMS.org

ARDMS®(The American Registry for Diagnostic Medical Sonography®, 미국진단초음파협회)는 1975년 미국에서 설립된 초음파 진단 분야의 시험 및 인증 자격을 관리하는 독립적인 국제적 비영리조직이다.
전세계에 걸쳐 초음파를 시행하는 의사를 포함한 의료 종사자에게 시험을 통해서 인증, 자원 및 경력 정보를 제공하고 있다. 여러 의료 초음파 관련 자격증 중에서 국제적으로 가장 공신력 있는 자격증으로 평가받는다.
의사는 ARDMS 산하 기관인 APCA™(The Alliance for Physician Certification & Advancement™)에서 독립적으로 관리된다.

## 조직 목표
"ARDMS는 초음파 전문가 인증과 지속적인 역량강화를 통해 질 관리와 환자 안전을 증진한다."

## 조직 구조
ARDMS는 의사, 과학자, sonographers, 공공 회원으로 구성된 이사회의 통제를 받는다. 이사회는 정책을 수립하고 방향을 정의한다. 시험 개발 태스크 포스(EDTF)는 시험에 포함된 자료를 지속적으로 평가한다.

## 시험 개발
시험은 시험 개발 태스크 포스(EDTF)에 있는 주제 전문가가 출제한다. EDTF는 다양한 전문 분야에서 직무 및 관행을 조사하고 초음파 검사에서 직무 작업의 청사진을 기반으로 시험문제를 출제한다. EDTF는 의사, 과학자, 소노 그래퍼로 구성된다. 각 EDTF 회원은 특정 시험의 영역에 관하여 전문가이다.
글로벌 조직인 ARDMS 시험은 27개국의 시험 센터에서 실시되고 있으며, 70개국에 등록자를 두고 있다.
ARDMS 자격 인증 프로그램(RDMS, RDCS, RVT 및 RPVI)은 국제 표준화기구(ISO) 와 미국표준협회(ANSI)를 통해 ANSI-ISO 17024 인증을 획득했다. 이 조직은 초음파 검사 자격 증명에서 인정된 국제 표준이다.

## ARDMS 인증 자격증

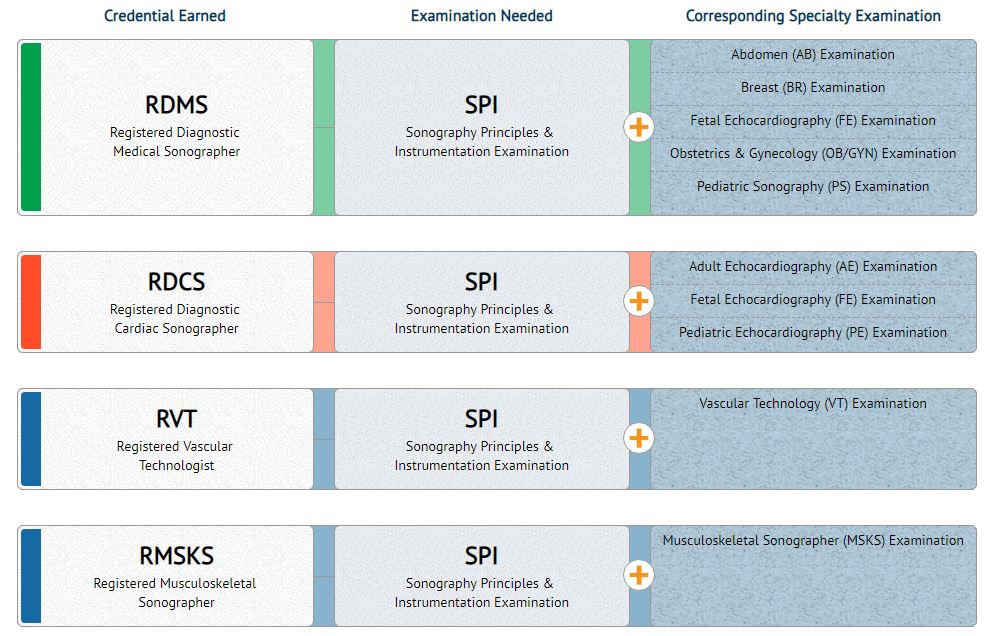
Applicants may apply and take the SPI examination and the specialty examination in any order.

Registered Diagnostic Medical Sonographer (RDMS): RDMS 자격 증명을 얻으려는 지원자는 서류심사를 통해 응시자격을 평가받는다. 그 후 2차에 걸친 시험을 통과해야 한다. 1차 시험은 기본 초음파 물리 및 계측 지식을 테스트하는 Sonography Principles and Instrumentation (SPI) 검사이며, 2차 시험은 본격적인 전문 임상 영역에 관한 시험이다. 2차 시험의 전문 분야로는 AB (복부), BR (유방), FE (태아 심초음파), OB / GYN (산부인과) 및 PS (소아 초음파) 등이 있다.
Registered Diagnostic Cardiac Sonographer (RDCS): RDCS 자격 증명을 얻으려는 지원자는 서류심사를 통해 응시자격을 평가받는다. 그 후 2차에 걸친 시험에 통과해야 한다. 1차시험은 RDMS와 같은 SPI 시험이며, 2차 시험은 심장영역에 관한 임상시험으로, 전문 분야로는 AE (성인 심초음파 ), PE (소아 심초음파), 태아 심초음파 (FE) 등이 있다.
Registered Vascular Technologist (RVT): RVT 자격 인증을 받기 위해 지원자는 서류심사를 통해 시험 응시자격을 평가받고, 1차 SPI 시험 후 2차 Vascular Technology (VT) 시험을 통과해야한다.
Registered Musculoskeletal Sonographer (RMSKS): RMSKS 자격 인증을 받기 위해 지원자는 서류심사를 통해 시험 응시자격을 평가받고, 1차 SPI 시험 후 2차 Musculoskeletal Sonographer (MSKS)  시험을 통과해야한다.
Registered Physician in Vascular Interpretation (RPVI): RPVI 자격증은 의사만 응시가 가능하다. RPVI 자격 인증을 받으려면 지원자는 서류심사를 통해 시험 응시자격을 평가받고, Vascular Interpretation (PVI) 시험에 합격해야한다.
Registered in Musculoskeletal Sonography (RMSK): RMSK 자격증은 의사만 응시가 가능하다. RMSK 자격 인증을 받으려면 지원자는 서류심사를 통해 시험 응시자격을 평가받고, Musculoskeletal (MSK) Sonography 시험에 합격해야한다.

### Certification Recognition
ARDMS에서 수여한 자격증은 다음과 같은 초음파 조직 및 전문 기관에 의해 의료계에서 널리 인정된다 :
- American College of Radiology (ACR)[8]
- American Institute of Ultrasound in Medicine (AIUM)[9]
- American Society of Echocardiography (ASE)[10]
- Commission on Accreditation of Allied Health Education Programs (CAAHEP)[11]
- Intersocietal Accreditation Commission (IAC)[12]
- Society of Diagnostic Medical Sonography (SDMS)[13]
- Society for Vascular Surgery (SVS)
- Society for Vascular Ultrasound (SVU)[14]
- World Federation for Ultrasound in Medicine and Biology (WFUMB)

## 같이 보기
- Medical ultrasound
- 대한임상초음파학회 보관됨 2021-03-07 - 웨이백 머신
- 대한초음파의학회
- 한국심초음파학회